# الرعاية الصحية في إندونيسيا

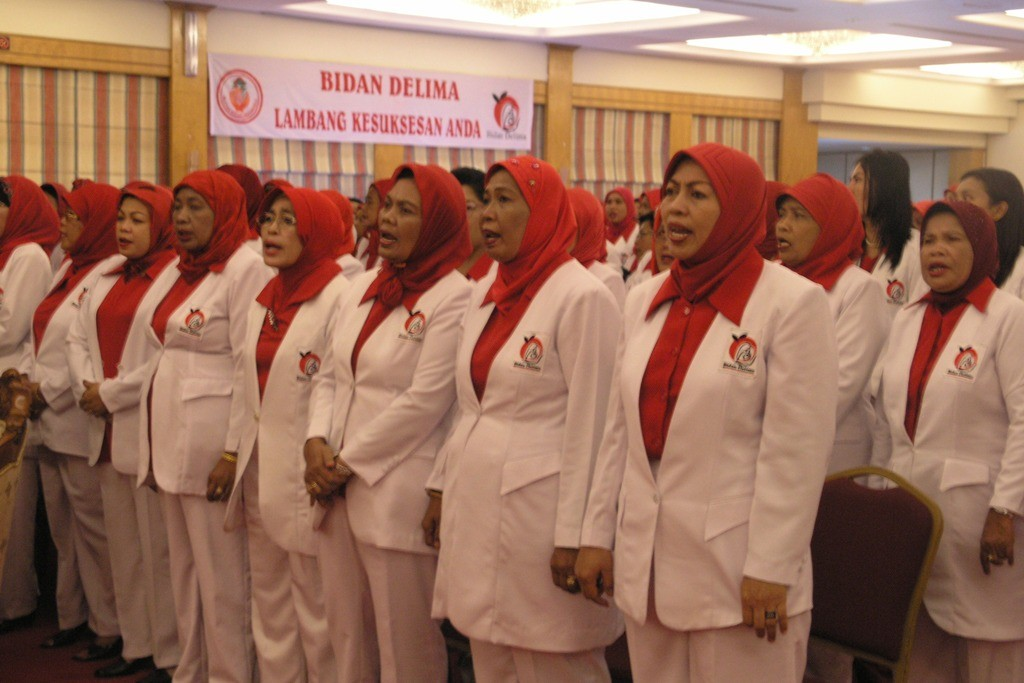
القابلات المصدقات حديثًا في سولاويسي الجنوبية إندونيسيا

الرعاية الصحية في إندونيسيا قامت إندونيسيا بتحسين الرعاية الصحية بشكل كبير في العقد الماضي. كان الإنفاق الحكومي على الرعاية الصحية حوالي 3.1% من إجمالي الناتج المحلي الإجمالي في عام 2018.

## تقديم
اعتبارا من عام 2019 هناك 2.813 مستشفى في إندونيسيا، 63.5% منها تديرها منظمات خاصة. في عام 2012 ووفقًا لبيانات وزارة الصحة الإندونيسية كان هناك 2.454 مستشفى في جميع أنحاء البلاد بما مجموعه 305.242 سريرًا، أي ما يعادل 0.9 سرير لكل 1000 شخص. معظم المستشفيات في المناطق الحضرية. وفقا لبيانات البنك الدولي لعام 2012 هناك 0.2 طبيب لكل 1000 شخص، مع 1.2 ممرضة وقابلة لكل 1000 شخص في إندونيسيا. من بين 2.454 مستشفى في إندونيسيا تم اعتماد 20 مستشفى من قبل اللجنة المشتركة الدولية اعتبارًا من عام 2015. بالإضافة إلى ذلك هناك 9.718 مستشفى تمولها الحكومة من خلال بوسكسماس (مركز المجتمع الصحي) المدرجة من قبل وزارة الصحة في إندونيسيا، والتي توفر الرعاية الصحية الشاملة والتطعيم للسكان في مستوى المنطقة الفرعية. يتم استخدام كل من الممارسات الصحية التقليدية والحديثة.
يتم تنظيم نظام الصحة المجتمعية في إندونيسيا في ثلاث مستويات: على رأس المخطط هو مركز صحة المجتمع (بوسكسماس)، تليها المراكز الصحية الفرعية في المستوى الثاني، والوظائف المتكاملة على مستوى القرية في المستوى الثالث.

## التغطية الصحية
في عام 2010 كان ما يقدر بنحو 56% من الإندونيسيين ومعظمهم من موظفي الدولة وأصحاب الدخل المنخفض وذوي التغطية الخاصة لديهم شكل من أشكال التأمين الصحي. من المتوقع أن يصل المعدل إلى 100% بحلول عام 2019، بعد تطبيق نظام تغطية التأمين الصحي الاجتماعي الشامل الذي تم إطلاقه في عام 2014. الهدف هو منح خدمات مجانية لجميع المستشفيات في الأسرة (أسرة المستشفيات من الفئة الثالثة.
تم تقليص توفير الرعاية الصحية في إندونيسيا مع توفير التأمين الخاص لأولئك الذين يستطيعون توفيره إلى جانب التغطية العامة الأساسية لأكثر الفئات فقراً في المجتمع والمنظمات غير الحكومية التي تعمل في مجالات متخصصة تقدم خدمات لأولئك الذين لا تشملهم البرامج العامة أو الخاصة. في يناير 2014 أطلقت الحكومة التأمين الصحي الوطني، وهو مخطط لتنفيذ الرعاية الصحية الشاملة. من المتوقع أن يرتفع الإنفاق على الرعاية الصحية بنسبة 12% سنويًا ليصل إلى 46 مليار دولار أمريكي سنويًا بحلول عام 2019. بموجب التأمين الصحي الوطني سيتلقى جميع الإندونيسيين تغطية لمجموعة من العلاجات عبر الخدمات الصحية من مقدمي الخدمات العامين وكذلك المنظمات الخاصة التي اختارت الانضمام إلى البرنامج. يدفع الموظفون الرسميون علاوة بقيمة 5% من رواتبهم، مع 1% يدفعها الموظف و4% يدفعها صاحب العمل. يدفع العاملون غير الرسميين والعاملين لحسابهم الخاص قسط شهري ثابت يتراوح بين 25.500 و59.500. ومع ذلك فقد تم انتقاد المخطط لكونه مفرط في الطموح، وانعدام الكفاءة في الإدارة، وفشل في تلبية الحاجة إلى تحسين البنية التحتية للرعاية الصحية في المناطق النائية. صرح مسؤول في المنظمة التي تدير البرنامج وهي وكالة الضمان الاجتماعي أن التأمين الصحي تجاوز هدفه للأعضاء المسجلين في عامها الأول (حيث سجلت 133.4 مليون عضو مقارنة مع هدف بلغ 121.6 مليون) وفقًا لمسح مستقل، بلغ معدل رضا العملاء 81٪، وكان الوعي قد حقق 95% فيما يتعلق بالتأمين الصحي، وتم حل الشكاوى في غضون يوم ونصف في المتوسط. من المتوقع أن يتم تنفيذ التأمين على مراحل. عندما دخلت المراحل الأولية حيز التنفيذ في يناير 2014 أصبح 48% من سكان البلاد مغطون. اعتبارا من أبريل 2018 كان المخطط 195 مليون مسجل (75% من السكان). من المتوقع أن يتم تغطية جميع السكان في عام 2019.
في عام 2016، كان عجز برنامج الرعاية الصحية أكثر من ستة تريليونات روبية إندنيسية. ومع ذلك ارتفع العجز إلى 32 تريليون روبية في ثلاث سنوات فقط. استجابة لذلك أصدرت الحكومة سياسة تزيد من القسط الشهري للوصول بنسبة 80 إلى 100 ٪. رأى البعض أن هذه الخطوة تضع عبئًا على المواطنين ذوي الدخل المنخفض والمتوسط.

## الصحة النفسية
يعاني 11 في المائة من سكان البلاد من اضطرابات عقلية، مع أكثر من 19 مليون شخص من سن 15 أو أكبر. تشير التقديرات إلى أن الاضطرابات النفسية العصبية في إندونيسيا تساهم في 10.7% من مرض العبء. هناك بالتأكيد ثغرات في قسم الصحة العقلية لا يمكن التغاضي عنها، حيث يمثل الكثير منها فجوات الصحة العقلية في جنوب شرق آسيا ككل. تم تعديل سياسة الصحة العقلية في إندونيسيا مؤخرًا في عام 2001. ومنذ ذلك الحين مرت الأمة بتغييرات هائلة في جميع الجوانب كدولة. شهد الاقتصاد الإندونيسي نمواً مطرداً في العقد الماضي. من الناحية الصحية عانت إندونيسيا من العديد من حالات تفشي فيروس إتش 5 إن 1، مع أكبر عدد من الحالات البشرية المسجلة لهذا الفيروس في العالم. تأثرت الأمة بشدة بمأساة زلزال وتسونامي المحيط الهندي 2004. لا يزال هناك العديد من العوامل التي غيرت حياة الإندونيسيين، والتي أثرت في نهاية المطاف على حالة الصحة العقلية للشعب بشكل كبير منذ عام 2001، داعية إلى سياسة أكثر تحديثًا للصحة العقلية.
هناك قدر ضئيل من التمويل المخصص للصحة العقلية. إجمالي الإنفاق الصحي هو 2.36 ٪، وأقل من 1% من ذلك يذهب نحو الصحة العقلية. تتضمن قوانين الصحة العقلية في إندونيسيا نفس المشكلات المذكورة أعلاه والتي تواجهها منطقة جنوب شرق آسيا كمنطقة. القانون أبعد ما يكون عن ما يمكن اعتباره كاملاً وعادلاً، والمواد التي تم تضمينها لا تمارس وتُعزز جيدًا. في عام 1966 كانت إندونيسيا في مقدمة الدول الأخرى في المنطقة بفصلها عن قانون الصحة العقلية عن قوانين الصحة العامة، مما يوفر إمكانات لتوسيع نظام الصحة العقلية. تم إلغاء القانون في عام 1993 وأدمج في قوانين الصحة العامة. تحتل الصحة العقلية الآن أربع مواد فقط في قانون الصحة الحالي. المقالات واسعة جدًا مما يسبب صعوبات في التطبيق والتنفيذ. تنص المادة 26 على أنه يمكن لأي شخص تقريبًا طلب العلاج والاستشفاء للأشخاص الذين يعانون من اضطراب عقلي، ولكن لم يرد ذكر لموافقة الشخص. من خلال القيام بذلك تخلق المادة 26 انطباعًا بأن الأفراد المصابين بأمراض عقلية يعتبرون عمومًا خطرين على المجتمع لأنهم يحتاجون إلى إجبارهم على العلاج. يتماشى هذا الموقف مع الوصمات السلبية المرتبطة بالاضطرابات العقلية ويتضح لاحقًا في هذه الورقة. أيضًا تنص المادة 27 على أن الحكومة ستصدر مرسومًا رئاسيًا للوائح وإدارة الصحة العقلية، لكن لم يتم فعل شيء.
هناك أيضًا مشكلات تتعلق بإمكانية الوصول ونوعية الرعاية الصحية العقلية. لا يتم توفير التدريب الرسمي أثناء الخدمة على نطاق واسع لأخصائيي الرعاية الأولية. تذكر منظمة الصحة العالمية في عام 2011 أنه بين عامي 2006 و2011 فإن غالبية أطباء وممرضات الرعاية الأولية لم يتلقوا مثل هذا التدريب. يوجد أيضًا مستشفى للصحة العقلية واحد لكل خمسة ملايين شخص وطبيب نفسي يعمل في قطاع الصحة العقلية في عشرة ملايين شخص. بالإضافة إلى العدد غير المتوازن من الأطباء النفسيين بين السكان، لا يتم توزيع الأطباء النفسيين جيدًا في البلاد. حتى عام 2011 لم يكن هناك أطباء نفسيون في المناطق الريفية، بينما يتركز نصفهم في العاصمة جاكرتا، والباقي في يوجياكارتا وثاني أكبر مدينة سورابايا. يصطنع هذا الموقف حاجزًا لمرضى الصحة العقلية الذين يطلبون المساعدة الرسمية.